# Origa
Origa, születési nevén: Olga Vitaljevna Jakovleva, oroszul: Ольга Витальевна Яковлева (Kocsenyovo, 1970. október 12. – Tokió, 2015. január 17.) főként Japánban tevékenykedő orosz énekesnő.

## Karrierje
1991-ben, tanulmányai elvégzése után, Japánba tett utazást, ahol a ROAD&SKY szervezettel kötött szerződést. Kiadta még 1991-ben az Olga című lemez demóját, ami után 1994-ben kiadta az ORIGA című lemezt, aminek címe a saját művésznevét viseli (az Olga japánosan Origának van kiejtve és írva).
Még abban az évben kiadott egy négy dalt tartalmazó mini albumot, a Crystal Wintert. Rá egy évre a Kaze no Naka no Szoritea nevet viselő kislemezt dobta piacra, majd ez a dal felkerült az 1995-ös Illusia nevet viselő lemezre is. Az Aria című mini albumot 1996-ban adta ki, majd ugyanebben az évben előállt a Líra Vetrov című nagylemezzel, amivel sokszor Líre (Lyre) néven találkozhatunk. Ugyanebben az évben még egy kislemez napvilágot látott, a Le Vent Vert – Le Temps Bleu. Az Ejen című nagylemez 1998-ban került kiadásra. Ezután Origa egy válogatás-lemezzel kedveskedett rajongóinak, amit az Era of Queens (többek által legjobbnak titulált) albuma követte. Valamint ekkor került ki a Ghost In The Shell: Stand Alone Complex O.S.T. nevű korong is, ami a Ghost In The Shell: Stand Alone Complex című anime betétdalait tartalmazza, amik közül többen is Origa is közreműködött. Ezek után a Fantastic Children című animének néhány betétdalát felénekelte, így született 2004-ben a Mizu No Madoromi című kislemez. Ezt követte a következő nagylemez, az Aurora (2005). Jóko Kannóval közreműködésben (ahogy az ezelőtti Ghost In The Shell betétdaloknál tette) kiadták a Ghost in the Shell: S.A.C. Solid State Society O.S.T. című lemezt, ami a Ghost In The Shell univerzum S.A.C. Solid State Society című sorozatának betétdalait tartalmazza. Ezután kislemezek hada jelent meg, az énekesnő nevével fémjelzetten, Spiral, Land of Love, Lelejala és a Hana Gumori. Ezután, 2008-ban, újabb nagylemezzel állt elő, a The Songwreath-szel, ami néhány korábbi dalának feldolgozását tartalmazza.

## Zenei stílusa
Origa dalai sokszor az orosz népdalokra támaszkodnak, akár azoknak feldolgozását is jelenthetik, (pl. Poljuska Pole, Kalinka-Malinka) ezért gyakran világzenéhez sorolják a zenéjét. Gyakran orosz és japán nyelvűek, egészen ritka eset, ha angolul énekel.

## Magánélete
1998-ban feleségül ment Zsian Szaedi nevű iráni producerhez, akitől fia született, Aljosa. (2000)

## Diszkográfia
Albumok
- ORIGA (1994)
- Illusia (1995)
- Lira Vetrov (1996)
- Eternal (Eien) (1998)
- Era of Queens (2003)
- Aurora (2005)
- The Songwreath (2008)
- Amon Ra (2013)
- Lost and Found (2015)

EP-k
- Crystal Winter (1994)
- Aria (1996)
- The Annulet (2013)

Kislemezek
- Kaze no Naka no Szoritea (1995)
- Le Vent Vert—Le Temps Bleu (Полюшко Поле) (1998)
- Electra's Song (2003)
- Mizu no Madoromi (2004)
- Spiral (2006)
- Land of Love (2006)
- Lelejala (2006)
- Hana Gumori (2007)

Válogatások
- The Best of Origa (1999)
- All About Origa (2015)

Demo
- Olga (1991)

## Fordítás
Ez a szócikk részben vagy egészben  az   Origa című angol Wikipédia-szócikk ezen változatának fordításán alapul.  Az eredeti cikk szerkesztőit annak laptörténete sorolja fel. Ez a jelzés csupán a megfogalmazás eredetét és a szerzői jogokat jelzi, nem szolgál a cikkben szereplő információk forrásmegjelöléseként.